# Prix Phaedra
Prix Phaedra är ett travlopp för 2-åriga varmblod hingstar som körs på Vincennesbanan utanför Paris i Frankrike varje år. Det går av stapeln i början av oktober. Det är ett Grupp 3-lopp, det vill säga ett lopp av tredje högsta internationella klass. Loppet körs över distansen 2175 meter med voltstart. Den samlade prissumman i loppet är 51 000 euro, varav 22 950 euro till vinnaren. Samma dags körs även loppet Prix Undina för 2-åriga ston.

## Vinnare
| År   | Häst               | Efter            | Kusk               | Tränare              | Tid    |
| ---- | ------------------ | ---------------- | ------------------ | -------------------- | ------ |
| 2024 | Marshal de Celland | Django Riff      | Franck Nivard      | Sébastien Guarato    | 1'14'7 |
| 2023 | Little Brown       | Goetmals Wood    | David Thomain      | Philippe Allaire     | 1'15'0 |
| 2022 | Knockonwood        | Ready Cash       | David Thomain      | Philippe Allaire     | 1'13'9 |
| 2021 | Just A Gigolo      | Boccador de Simm | Franck Nivard      | Philippe Allaire     | 1'15'4 |
| 2020 | Ideal Lignieres    | Repeat Love      | Franck Nivard      | Philippe Billard     | 1'16'9 |
| 2019 | Heart of Gold      | Bird Parker      | David Thomain      | Philippe Allaire     | 1'15'5 |
| 2018 | Gotland            | Ready Cash       | Éric Raffin        | Philippe Allaire     | 1'15'7 |
| 2017 | Fairyland          | Roc Meslois      | Éric Raffin        | Jacques Bruneau      | 1'16'3 |
| 2016 | Everest Vedaquais  | Ready Cash       | Yoann Lebourgeois  | Philippe Allaire     | 1'17'7 |
| 2015 | Derrick de Nganda  | Tucson           | Jean-Michel Bazire | Jean Michel Baudouin | 1'19'2 |
| 2014 | Caid Griff         | Password         | Éric Raffin        | Sébastien Guarato    | 1'18'1 |
| 2013 | Best of Sly        | Sam Bourbon      | Pierre Yves Verva  | Sébastien Guarato    | 1'16'3 |
| 2012 | Atlas de Joudes    | Ready Cash       | Joseph Verbeeck    | Philippe Allaire     | 1'17'8 |